# Exposição Universal de 1910
A Exposição Universal de 1910 (Exposition Universelle et Internationale) foi uma feira mundial que aconteceu em Bruxelas de 23 de abril a 1 de novembro de 1910. Esta feira conteceu apenas 13 anos após outra feira mundial em Bruxelas.

A feira recebeu 13 milhões de visitantes, cobriu 220 acres e teve prejuízo de 100,000 francos belgas.
O maior local da exibição foi o Mont des Arts, que foi demolido após a Segunda Guerra Mundial durante o processo de Bruxelização.

## Participantes
26 países participaram, incluindo a França e Alemanha.

## Exibições
A seção de artes incluiu trabalhos de arte moderna com pinturas de Monet, Rodin, Renoir e Matisse. Também contou com alguns trabalhos do belga Aloïs Boudry e do francês Adrien Karbowsky.
O altar da Igreja de São Jan Berchmans foi apresentado.
Hoouve um grande incêndio em 14 e 15 de agosto que destruiu muitos pavilhões.

## Legado
O Hotel Astoria em Bruxelas foi construído para a feira e hoje é um monumento protegido.